# 公教人員保險
公教人員保險簡稱為公保，是中華民國政府將政府機關、學校專任人員列為納保對象的社會保險制度。在早期中華民國便實施以職業區分的職業保險系統，其中最早在1958年時實施公務人員保險，後來擴張納入國小和國中教師而發展成為今日的公教人員保險。其中公教人員保險由臺灣銀行負責承辦業務，被保險人包括有法定機關編制的有給專任人員、公立學校編制的有給專任教職員，以及依照《私立學校法》所成立的私立學校有給專任教職員。

## 保險費(率)
- 保險費核算公式：
  - 保俸（薪）＊8.28%（保險費率）=全月保險費總額（應四捨五入）
  - 全月保險費總額＊35%（私校教職*67.5%)=全月自付部分保險費（應四捨五入）
  - 全月保險費總額－全月自付部分保險費=全月政府補助部分保險費
  - 全月保險費＊實際加保日數/當月日數＝應繳破月保險費總額（應四捨五入）
  - 應繳破月保險費總額＊35%（私校教職*67.5%)＝自付部分破月保險費（應四捨五入）
  - 應繳破月保險費總額－自付部分破月保險費＝政府補助部分破月保險費

## 外部連結
- （繁體中文） 公教人員保險 （页面存档备份，存于）